# Mark Colville, 4. Viscount Colville of Culross
John Mark Alexander Colville, 4. Viscount Colville of Culross, QC (* 19. Juli 1933 in Victoria, British Columbia; † 8. April 2010 in Norfolk) war ein britischer Anwalt,  Richter, Politiker und früherer Eigentümer von Worlingham Hall.

## Leben und Karriere
Er wurde 1933 als Sohn von Charles Colville, 3. Viscount Colville of Culross, und Kathleen Myrtle Gale geboren. Am 14. März 1945, im Alter von 12 Jahren, erbte er den Titel eines Viscount Colville of Culross, nachdem sein Vater beim Militärdienst ums Leben gekommen war. Colville diente bei den Grenadier Guards und erreichte den Rang eines Lieutenants. Colville besuchte die Rugby School in Warwickshire und das New College an der University of Oxford, wo er Jura studierte. Er schloss das Studium 1957 mit einem Bachelor of Arts ab und machte 1963 einen Master of Arts.
1960 wurde er an Lincoln’s Inn, einer der vier englischen Anwaltskammern (Inns of Court) für Barrister in England, zugelassen. Später wurde er mit dem Buchanan Prize ausgezeichnet. 1978 wurde er Kronanwalt, 1986 Vorsitzender Richter (Bencher).
Er war in der freien Wirtschaft tätig und wurde 1961 erstmals Direktor von British Electric Traction, dem Dachverband von Boulton & Paul. Colville kaufte 1963 Worlingham Hall, aber verkaufte es in den späten 1990er Jahren. Zuvor hatte er das im Georgianischen Stil erbaute Anwesen, das mit einem Grade I auf der staatlichen Denkmalliste Großbritanniens (Statutory List of Buildings of Special Architectural or Historic Interest) geführt wurde, auf hohem Standard renovieren lassen. Er zog nach West Lexham, in der Nähe von Swaffham. 
Von 1968 bis 1972 war er Mitglied des Aufsichtsrates der University of East Anglia. Von 1972 bis 1974 war er unter Premierminister Edward Heath Staatsminister (Minister of State) im Home Office. Zwischen 1980 und 1983 war er britischer Vertreter bei der UN-Menschenrechtskommission und von 1983 bis 1987 Sonderberichterstatter (Special Rapporteur) für Guatemala sowie Vorsitzender der Mental Health Act Commission. Von 1981 bis 1984 war er Geschäftsführer (Executive Director) der British Electric Traction Company und von 1968 bis 1984 Stabschef (Chief of Staff in General Policies). Von 1984 bis 1990 war er Vorsitzender des Alcohol Education and Research Council. Von 1988 bis 1992 leitete er das Parole Board for England and Wales, wo seine zweite Frau zuvor Mitglied war. 
Er war Berichterstatter (Recorder) von 1990 bis 1993 und von 1993 bis 1999 Richter (Judge) für den Gerichtsbezirk von South Eastern. Er war Direktor der Securities and Future Authority bis 1993. Von 1995 bis 2000 war er Mitglied des UN-Menschenrechtsausschusses und war seit 2001 Assistant Surveillance Commissioner. Colville war Mitglied der Queen's Body Guard for Scotland der Royal Company of Archers. 1997 zog er nach Norfolk. Er war auch Vorsitzender der UN-Arbeitsgruppe zu Verschwundenen (UN working group on disappeared persons). Er wurde 1998 von der University of East Anglia mit einem Ehrendoktortitel als Doctor of Civil Law geehrt. 
2000 setzte er sich dagegen ein, dass ein 50 Hektar großer Steinbruch in der Nähe seines Wohnortes Standort einer Mülldeponie werden sollte. Diese sogenannte Lexham-Revolte (Lexham Revolt) veranlasste die Bauplanungsbehörde zum Rückzug, teilweise auch dank der erfolgreichen Einsprüche Colvilles und seiner Frau, der Barristerin Margaret Colville, Viscountess Colville of Culross.

## Mitgliedschaft im House of Lords
Er gehörte dem House of Lords seit 1954 an. Colville saß als Crossbencher im House of Lords. 1999 wurde er zu einem der Hereditary Peers gewählt, die nach dem House of Lords Act 1999 im Oberhaus verblieben. 
Er gehörte mehreren Sonderausschüssen des House of Lords (Lords Select Committees) an. Er war von 1998 bis 2005 und seit 2006 Mitglied von Joint Select Committee on Consolidation of Bills. Von 1999 bis 2004 war er Mitglied im Sonderausschuss Liaison. Er beteiligte sich an Debatten im Oberhaus bis einige Wochen vor seinem Tod.
In einer Nachwahl der wahlberechtigten Crossbench Hereditary Peers wurde im Juni 2010 Nicholas Le Poer Trench, 9. Earl of Clancarty, zu Colvilles Nachfolger gewählt.

## Familie
Colville war zweimal verheiratet. Am 4. Oktober 1958 heiratete er Mary Elizabeth Webb-Bowen. Nach der Scheidung 1973 heiratete er im August 1974 Margaret Colville, Viscountess Colville of Culross. Er hatte vier Söhne mit seiner ersten Frau und einen Sohn mit seiner zweiten Frau.

## Tod
Colville starb am 8. April 2010 im Alter von 76 Jahren. Seine Frau und seine fünf Söhne überlebten ihn. Sein ältester Sohn Charles Townshend Colville, 5. Viscount Colville of Culross, erbte seine Titel.